# ベリノイズ
ベリノイズとはブロック圧縮を行った映像、画像においてエラーブロックに現れる周りと色や明るさが異なる矩形状の乱れである。地上デジタル放送など電波にて圧縮映像を送信している場合は送信経路においてデータの一部が欠落（ドロップ）してエラーブロックとなる場合があり、ドロップノイズとも呼ばれる。

## 概要
ベリノイズの原因は伝送路の障害、電子媒体の破損などによるデータの欠落やエンコーダーやデコーダーのバグなどである。ブロックノイズと見た目が似ていることがあるためしばしば混同されるが、技術的には全く別の現象である。
ブロック圧縮を行った映像、画像は一般的に空間領域から周波数領域への変換が行われている。周波数領域で表現されたデータの一つが欠落・変化するとデコード作業を経て映像、画像に展開されたさい、そのデータのブロック内の全ての画素に影響を及ぼす。しかし、その影響はそのデータのブロック（エラーブロック）内でおさまるのでブロックの形状である矩形状の乱れとなって現れる。
しかし電子媒体への記録や映像の伝送には誤り検出訂正という技術を導入しているので、ある程度のデータの欠落・変化ではただちにベリノイズは現れない。この技術の訂正能力を越えた欠落・変化が起こるとベリノイズとなって現れる。